# Lijst van Belgische adelsverheffingen 2022
Dit is een lijst van personen die in 2022 in de Belgische adel werden opgenomen en/of een titel verkregen.
Ter gelegenheid van de Nationale feestdag van België op 21 juli 2022 werd aan tien personen een persoonlijke adellijke titel verleend. Zeven van hen kregen persoonlijke adeldom, de overige drie personen behoorden reeds tot de erfelijke Belgische adel. 
De lijst werd gepubliceerd in het Belgisch Staatsblad van 20 juli 2022; de koninklijke besluiten werden ondertekend op 18 juli 2022.
De adelverheffing bij KB is slechts virtueel. Om effectief te worden moeten alle begunstigden een Open Brief of Adelbrief ter ondertekening aan de koning en de minister voorleggen en de vereiste taks voldoen. De datum van deze ondertekening geldt als de datum waarop de aanpassing van het adellijk statuut met nieuwe titel ingaat indien men reeds tot de adelstand behoort, of de opname in de adelstand met toekenning van een titel ook werkelijk van kracht wordt.
De volgende gunsten werden verleend:
Vergunning van de persoonlijke titel van baron of barones aan:
- Jonkheer Cédric Blanpain, arts-onderzoeker
- Jonkheer Bernard Gilliot, oud-voorzitter VBO-FEB
- Jonkvrouw Charlotte Lhoist, oud-bestuurder van Lhoist

Vergunning van persoonlijke adeldom en de persoonlijke titel van baron of barones aan:
- Dominique Bron
- Philip Heylen
- Michel Pradolini
- André Querton
- Martine Reynaers
- Regina Sluszny
- Brigitte Velkeniers-Hoebanckx